# 이강식 (조선귀족)
이강식(李康軾, 1909년 2월 24일 ~ 1939년 11월 18일)은 일제강점기의 조선귀족이다. 본관은 전주, 본적은 경성부 장사정이며 남작 이봉의의 손자이자 남작 이기원의 장남이다.

## 생애
1937년 6월 9일부터 같은 해 9월 1일 사이에 자신의 아버지인 이기원이 받았던 남작 작위를 승계받았다. 그의 작위는 아들 이홍재가 습작했다. 민족문제연구소의 친일인명사전 수록자 명단의 수작/습작 부문과 친일반민족행위진상규명위원회가 발표한 친일반민족행위 705인 명단에 포함되었다.

## 참고자료
- 친일반민족행위진상규명위원회 (2009). 〈이강식〉. 《친일반민족행위진상규명 보고서 Ⅳ-11》. 서울. 601~602쪽.